# Giải mã bí ẩn Ngân Hà
Giải mã bí ẩn Ngân Hà (tên gốc tiếng Anh: Ad Astra) là phim điện ảnh khoa học viễn tưởng của Mỹ năm 2019 do James Gray sản xuất, đồng biên kịch và đạo diễn. Với sự tham gia diễn xuất của Brad Pitt, Tommy Lee Jones, Ruth Negga, Liv Tyler và Donald Sutherland, nội dung phim theo chân một phi hành gia phiêu lưu vào không gian để tìm kiếm người cha đã mất vốn bị ám ảnh bởi việc tìm kiếm ra sự sống thông minh ngoài hành tinh.
Dự án được công bố vào đầu năm 2016. Thời điểm đó Grey cho biết anh muốn giới thiệu tới công chúng "mô tả chân thực nhất về việc du hành vũ trụ trong một phim điện ảnh". Pitt ký hợp đồng vào vai diễn chính vào tháng 4 năm 2017 và những diễn viên khác cũng được xác nhận tham gia dự án vào cuối năm đó. Phim được bấm máy tại Los Angeles vào tháng 8 cùng năm và quá trình ghi hình diễn ra đến tháng 10.
Giải mã bí ẩn Ngân Hà ra mắt tại Liên hoan phim quốc tế Venezia vào ngày 29 tháng 8 năm 2019 và được hãng 20th Century Fox công chiếu tại Hoa Kỳ vào ngày 20 tháng 9 năm 2019. Tại Việt Nam, phim cũng được khởi chiếu từ ngày 20 tháng 9 năm 2019. Tác phẩm thu về hơn 135 triệu USD toàn cầu so với mức kinh phí sản xuất 80–100 triệu USD. Giới chuyên môn đưa ra nhiều lời tán dương cho tác phẩm, đặc biệt khen ngợi phần diễn xuất của Brad Pitt. Tại Giải Oscar lần thứ 92, phim nhận được một đề cử cho Hòa âm hay nhất.

## Nội dung
Cuối thế kỷ 21, Hệ Mặt Trời bị tấn công bởi những sóng năng lượng bí ẩn, đe dọa toàn bộ cuộc sống của con người. Thiếu tá Roy McBride, con trai của phi hành gia H. Clifford McBride – người được cho là đã chết – được Bộ Tư lệnh Không gian Hoa Kỳ (SpaceCom) thông báo rằng nguồn gốc của những con sóng này đến từ "Dự án Lima", được tạo ra từ 29 năm trước để tìm kiếm sự sống thông minh ngoài Trái Đất, dưới sự lãnh đạo của Clifford. Không có tin tức gì kể từ khi phi hành đoàn Lima kể từ khi họ đặt chân đến Sao Hải Vương 16 năm trước. Sau khi biết cha mình có thể còn sống, Roy đồng ý đi tới Sao Hỏa để thiết lập liên lạc với ông, đồng hành cùng Đại tá Pruitt – cộng sự cũ của cha anh.
Đến Mặt Trăng, Roy và Pruitt được hộ tống đến căn cứ SpaceCom nằm trong vùng chiến sự tranh chấp ở phía xa của Mặt Trăng. Trên đường đi trên bề mặt Mặt Trăng, họ bị bọn cướp phục kích và những người hộ tống đều bị giết. Roy và Pruitt đến dược căn cứ, nhưng Pruitt gặp vấn đề về tim nên ở lại. Ông đưa cho Roy một tin nhắn tuyệt mật nói rằng nếu Roy không liên lạc được với cha mình, thì trạm Dự án Lima phải bị phá hủy. Khi du hành đến Sao Hỏa trên tàu Cepheus, Roy cùng phi hành đoàn nhận được tín hiệu cấp cứu từ một trạm vũ trụ ở Na Uy. Thuyền trưởng Tanner khẳng định họ phải kiểm tra tín hiệu này, dù bị Roy phản đối. Khi tới trạm vũ trụ nhìn như bị bỏ hoang, Tanner và Roy chia nhau ra tìm kiếm. Roy phát hiện một con khỉ đầu chó đã giết Tanner và Roy giết nó.
Một đợt sóng năng lượng diễn ra khi Cepheus đang cố gắng hạ cánh trên sao Hỏa, nhưng Roy đã bình tĩnh hạ cánh con tàu. Trong căn cứ SpaceCom dưới lòng đất, Roy gặp giám đốc cơ sở Helen Lantos. Anh được giao nhiệm vụ ghi âm các tin nhắn thoại để gửi đến Dự án Lima với hy vọng Clifford sẽ phản hồi. Sau khi không nhận được phản hồi từ tin nhắn đầu tiên, họ tiếp tục gửi một tin nhắn khác, và Clifford đã trả lời mặc dù Roy bị ngăn không cho nghe tin nhắn. SpaceCom lên kế hoạch thực hiện nhiệm vụ khởi hành đến trạm Dự án Lima, nhưng không cho Roy tham gia. Trong khi bị giam giữ, Roy được Lantos đến thăm. Cô cho Roy xem đoạn phim tiết lộ rằng nhóm của Clifford đã bỏ qua nhiệm vụ và cố gắng quay trở lại Trái Đất, và chính Clifford đã ngắt hệ thống hỗ trợ sự sống của họ; cha mẹ của Lantos nằm trong số những người bị Clifford giết. Cô cho Roy biết Cepheus sẽ đến trạm Dự án Lima và phá hủy trạm bằng vũ khí hạt nhân, đồng thời giúp Roy đột nhập vào tên lửa của Cepheus.
Toàn bộ phi hành đoàn Cepheus vô tình tử vong trong cuộc đối đầu với Roy sau đó. Trong 79 ngày đến Sao Hải Vương, Roy bị cô lập và suy nghĩ về mối quan hệ của anh với cha và Eve, người vợ đơn độc của mình. Khi tiếp cận trạm Dự án Lima bằng tàu con thoi của Cepheus, tàu con thoi bị hư hỏng do va chạm với các vật thể trong vành đai của Sao Hải Vương. Tìm thấy những xác chết của phi hành đoàn bên trong, Roy lắp đặt vũ khí hạt nhân và gặp lại với Clifford, người duy nhất còn sống sót. Clifford cho biết sóng năng lượng đến từ nguồn năng lượng phản vật chất bị trục trặc của con tàu, vốn đã bị hư hỏng nặng. Clifford đã tiếp tục làm việc trong dự án, giữ vững niềm tin vào khả năng có sự sống thông minh ngoài Trái Đất. Clifford thừa nhận với Roy ông chưa bao giờ thực sự quan tâm đến gia đình và không còn coi Trái Đất là nhà.
Roy sao chép dữ liệu mà Dự án Lima đã thu thập được và thuyết phục Clifford cùng anh trở về nhà. Roy kích hoat quả bom hạt nhân, và cả hai trèo ra ngoài trạm để quay về Cepheus. Clifford bất ngờ cầu xin Roy cởi dây bảo hộ cho ông, Roy miễn cưỡng thực hiện và nhìn cha mình trôi dạt vào không gian. Roy tự đẩy mình trở lại Cepheus, và do không còn đủ nhiên liệu, Roy dựa vào sóng xung kích từ vụ nổ hạt nhân để đạt được tốc độ cần thiết. Dữ liệu được lấy từ trạm Dự án Lima cho thấy rằng con người là loài sinh vật thông minh duy nhất. Roy sau đó đã kết nối lại với Eve vợ mình.

## Diễn viên
- Brad Pitt vai Roy McBride
- Tommy Lee Jones vai H. Clifford McBride
- Ruth Negga vai Helen Lantos
- Liv Tyler vai Eve McBride
- Donald Sutherland vai Đại tá Thomas Pruitt
- John Ortiz vai Trung úy General Rivas
- Greg Bryk vai Chip Garnes
- Loren Dean vai Donald Stanford
- Natasha Lyonne vai Tanya Pincus
- John Finn vai Chuẩn tướng Stroud
- Kimberly Elise vai Lorraine Deavers
- Sean Blakemore vai Willie Levant
- Bobby Nish vai Franklin Yoshida
- LisaGay Hamilton vai Tổng phụ tá Amelia Vogel
- Donnie Keshawarz vai Thuyền trưởng Lawrence Tanner

## Sản xuất
Đạo diễn James Gray lần đầu xác nhận kế hoạch đảm nhiệm vai trò viết kịch bản và đạo diễn cho dự án Giải mã bí ẩn Ngân Hà vào ngày 12 tháng 5 năm 2016 tại Liên hoan phim Cannes 2016. Tháng 4 năm 2017, trong quá trình quảng bá cho phim điện ảnh Thành phố vàng đã mất, Gray đã so sánh câu chuyện của Giải mã bí ẩn Ngân Hà với tác phẩm Giữa lòng tăm tối của cố nhà văn Joseph Conrad. Grey cũng đề cập rằng anh dự định tác phẩm tiếp theo của mình là "mô tả chân thực nhất về việc du hành vũ trụ trong một phim điện ảnh, về cơ bản có thể nói là 'Không gian là kẻ thù của chúng ta'". Grey cũng xác nhận rằng quá trình quay phim cho Giải mã bí ẩn Ngân Hà sẽ bắt đầu vào ngày 17 tháng 7 năm 2017.
Ngày 10 tháng 4 năm 2017, Grey xác nhận rằng Brad Pitt sẽ thủ vai chính trong Giải mã bí ẩn Ngân Hà. Vào tháng 6, Tommy Lee Jones tham gia vào dàn diễn viên với vai diễn người cha đã mất của Pitt. Tới tháng 8, Ruth Negga, John Finn và Donald Sutherland được xác nhận. Quá trình quay phim chính bắt đầu vào giữa tháng 8 năm 2017 tại Santa Clarita, California và diễn ra trong vòng 60 ngày. Do phản hồi không khả quan tại những buổi chiếu thử, đoàn làm phim phải tiến hành quá trình quay phim bổ sung – dù Pitt không tham gia vào công tác này – khiến ngân sách sản xuất của phim tăng từ 80 triệu USD lên hơn 100 triệu USD. Charlie Kaufman tham gia viết lại một số đoạn hội thoại trong phim, tuy nhiên vai trò của ông không được ghi danh.
Phần kỹ xảo hình ảnh của phim do nhân sự từ các công ty Moving Picture Company, Method Studios, Mr. X, Weta Digital, Brainstorm Digital và Capital T thực hiện, dưới sự giám sát của Allen Maris, Christopher Downs, Guillaume Rocheron, Ryan Tudhope, Aidan Fraser, Olaf Wendt, Anders Langlands, Eran Dinur, Jamie Hallett và Territory Studio. Max Richter chịu trách nhiệm biên soạn phần nhạc nền phim, còn Lorne Balfe sau đó tham gia quá trình biên soạn nhạc và đóng góp  thêm một số nhạc phẩm. James Gray đã tham khảo ý kiến của hai nhà nghiên cứu phim thể nghiệm Gregory Zinman và Leo Goldsmith để tìm cảm hứng cho phần nhìn của tác phẩm.

## Phát hành

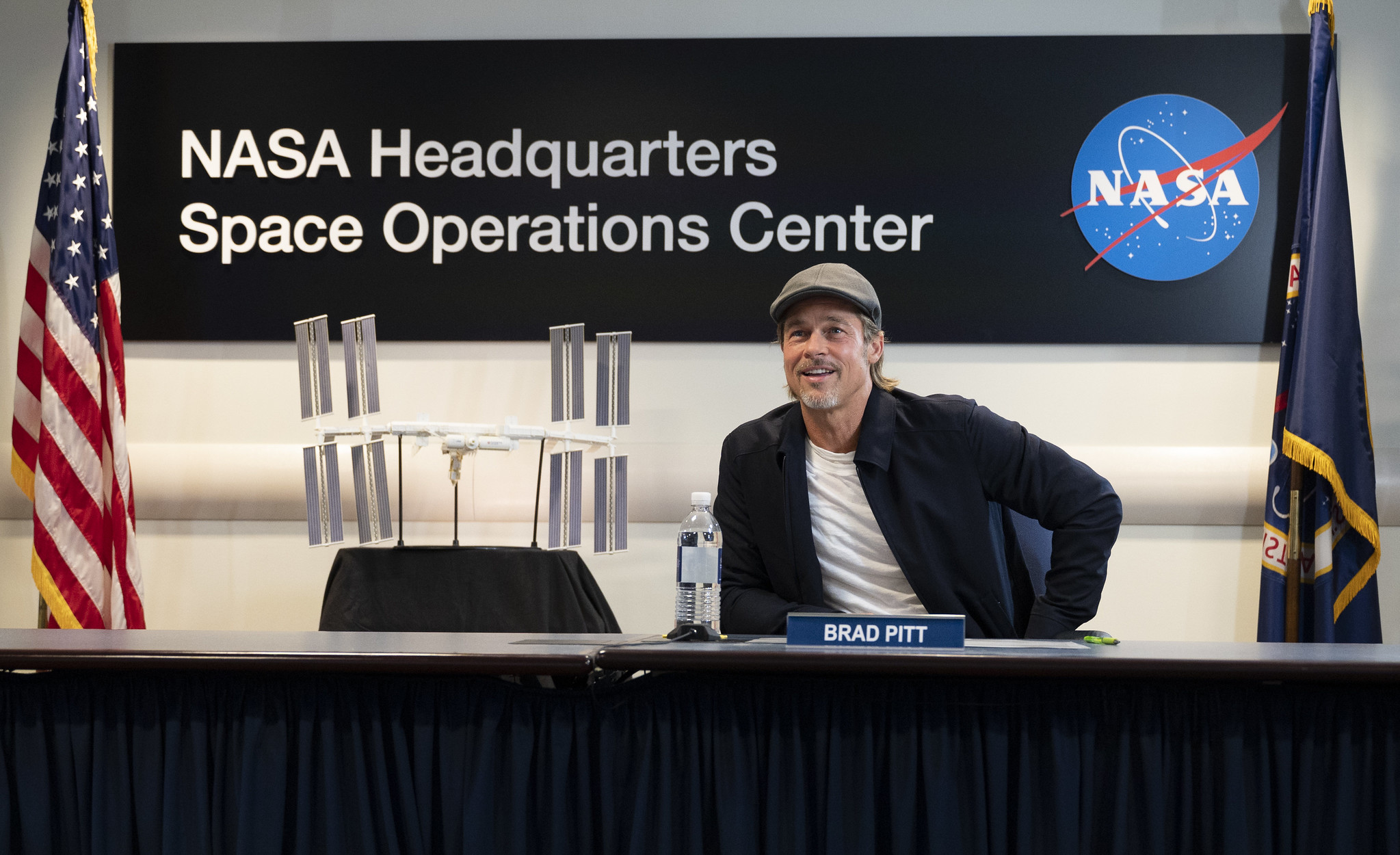
Brad Pitt đối thoại với các phi hành gia của Trạm Vũ trụ Quốc tế thông qua một hội nghị từ xa ở Trung tâm Vận hành Không gian Trụ sở NASA về việc phát hành bộ phim

Giải mã bí ẩn Ngân Hà ra mắt tại Liên hoan phim quốc tế Venezia vào ngày 29 tháng 8 năm 2019. Phim được khởi chiếu tại các rạp chiếu phim Hoa Kỳ vào ngày 20 tháng 9 năm 2019 bởi Walt Disney Studios Motion Pictures thông qua công ty con 20th Century Fox. Trước đó, tác phẩm được lên kế hoạch công chiếu vào ngày 11 tháng 1 năm 2019 và sau đó là ngày 24 tháng 5 trước khi tiếp tục bị lùi sang tháng 9.
Giải mã bí ẩn Ngân Hà được phát hành dưới định dạng phim số và Movies Anywhere bởi 20th Century Fox Home Entertainment (thông qua Walt Disney Studios Home Entertainment) vào ngày 3 tháng 12 năm 2019, còn các định dạng đĩa vật lý như Blu-ray, Ultra HD Blu-ray và DVD được phát hành vào ngày 17 tháng 12.

## Đón nhận

### Doanh thu phòng vé
Giải mã bí ẩn Ngân Hà thu về 50,2 triệu USD chỉ tính riêng tại thị trường Mỹ và Canada và 85,2 triệu USD tại các quốc gia và vùng lãnh thổ khác, đưa tổng mức doanh thu toàn cầu lên tới 135,4 triệu USD, so với kinh phí sản xuất bộ phim là 80 triệu USD.
Tại thị trường Mỹ và Canada, Giải mã bí ẩn Ngân Hà được phát hành cùng thời điểm với Downton Abbey và Rambo: Hồi kết đẫm máu, and was projected to gross dự kiến thu về 15–20 triệu USD từ 3.450 rạp chiếu phim trong dịp cuối tuần ra mắt. Phim thu về 7,2 triệu USD trong ngày đầu tiên công chiếu, bao gồm 1,5 triệu USD thu về từ suất chiếu sớm đêm thứ Năm. Sau ba ngày cuối tuần ra mắt, tác phẩm thu về 19 triệu USD, xếp thứ hai về doanh thu phòng vé tuần công chiếu sau Downton Abbey. Doanh thu ra mắt của phim được so sánh với Bước chân đầu tiên (2018), một phim điện ảnh chính kịch khác theo chủ đề không gian vũ trụ vốn được giới phê bình dành cho nhiều lời khen ngợi nhưng lại không nhận được sự đón nhận từ phía khán giả, dẫn đến doanh thu phòng vé đạt được không cao dù sử dụng dàn diễn viên nổi tiếng và nguồn kinh phí dồi dào. Deadline Hollywood tính toán tác phẩm sẽ mất khoảng 30 triệu USD so với mức doanh thu toàn cầu cuối cùng được dự đoán là 150 triệu USD. Giải mã bí ẩn Ngân Hà thu về 10,1 triệu USD trong dịp cuối tuần thứ hai và 4,4 triệu USD trong dịp cuối tuần thứ ba công chiếu, lần lượt xếp thứ năm và thứ sáu về doanh thu phòng vé tuần.

### Đánh giá chuyên môn
Trên hệ thống tổng hợp kết quả đánh giá Rotten Tomatoes, phim nhận được 83% lượng đồng thuận dựa theo 374 bài đánh giá, với điểm trung bình là 7,52/10. Các chuyên gia của trang web nhất trí rằng, "Giải mã bí ẩn Ngân Hà vừa cho chúng ta một cuộc hành trình đẹp đẽ băng qua những vùng không gian rộng lớn, vừa dạy cho trái tim mỗi chúng ta bài học về tình cha con." Trên trang Metacritic, phần phim đạt số điểm 80 trên 100, dựa trên 56 nhận xét, chủ yếu là những lời khen ngợi. Lượt bình chọn của khán giả trên trang thống kê CinemaScore cho phần phim điểm "B−" trên thang từ A+ đến F, trong khi đó trang PostTrak cho biết 40% số khán giả cho phim phản hồi tích cực, cùng với đánh giá 2,5 trên 5 sao.
Richard Roeper từ Chicago Sun-Times chấm bộ phim 3,5 trên 4 sao kèm lời bình luận: "Dưới bàn tay của đạo diễn kiêm đồng biên kịch James Grey, Giải mã bí ẩn Ngân Hà là một trong những phim điện ảnh quyến rũ nhất năm." David Ehrlich từ IndieWire cho phim điểm "A" và viết, "Giải mã bí ẩn Ngân Hà là một trong những sử thi không gian gây tò mò và đầy hứa hẹn." Tương tự, Xan Brooks của The Guardian đã chấm cho phim năm sao tuyệt đối, đồng thời gọi tác phẩm là bộ "sử thi không gian tuyệt vời" và khen ngợi phần diễn xuất của Pitt, nhận xét, "Pitt chính là hiện thân của McBride với một loạt cử chỉ khéo léo và hạn chế tối đa những thừa thãi. Diễn xuất của anh vô cùng tinh tế, đến mức nó chẳng hề giống như là đang diễn một chút nào."
Nhà phê bình Owen Gleiberman của Variety cũng dành nhiều lời khen ngợi cho diễn xuất của Brad Pitt; cây bút cũng bình luận: "Grey đã chứng minh rằng anh có đủ khả năng để làm một bộ phim như thế này." Cây viết Peter Travers của Rolling Stone đánh giá bộ phim 4 trên 5 sao và gọi tác phẩm bằng cụm từ "hoàn toàn cuốn hút", đồng thời khen ngợi hướng đi và cách tiếp cận độc đáo của Grey đối với thể loại khoa học viễn tưởng, cũng như kỹ thuật quay phim và diễn xuất của Pitt. Nhà phê bình này cũng so sánh tông nền và chủ đề của tác phẩm với những bộ phim nổi bật khác lấy bối cảnh trong không gian như 2001: A Space Odyssey (1968), Solaris (1972), Cuộc chiến không trọng lực (2013) và Hố đen tử thần (2014). Nhà phê bình Kurt Loder thì dành lời khen ngợi cho phần hiệu ứng hình ảnh nhưng cũng chỉ trích sự thiếu độc đáo và lối biên kịch chắp vá. Cây bút Adam Graham khi viết cho The Detroit News đã nhận ra nhiều vấn đề trong bộ phim; với điểm "C", cây viết này nhận xét: "Đây là cách làm phim chậm chạp, tù túng và thiếu đi sự kết nối về mặt cảm xúc."